# Le Favril (Eure-et-Loir)
Pour les articles homonymes, voir Le Favril.
Le Favril est une commune française située dans le département d'Eure-et-Loir en région Centre-Val de Loire.

## Géographie

### Situation

Situation géographique
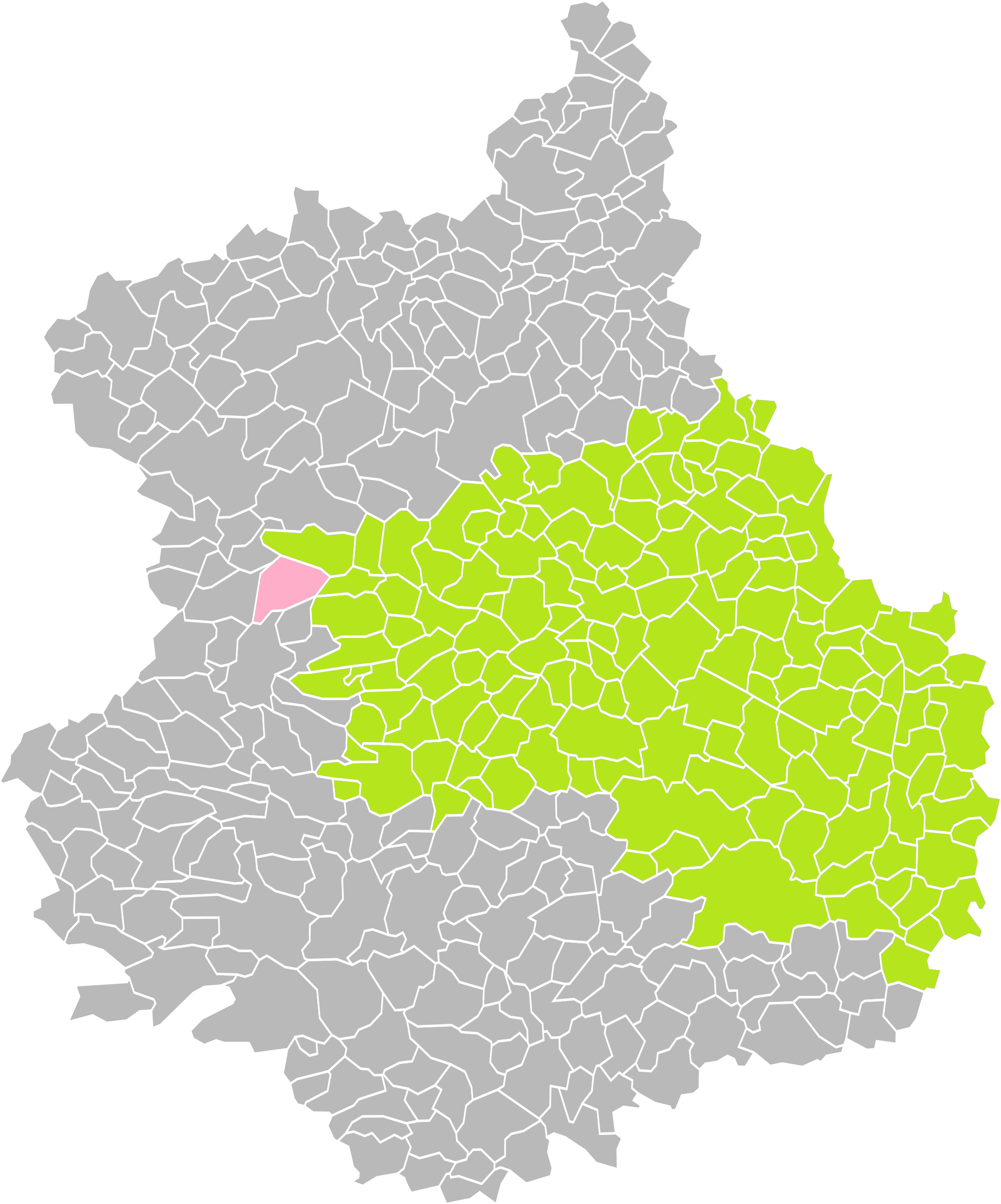
Le Favril dans son arrondissement.
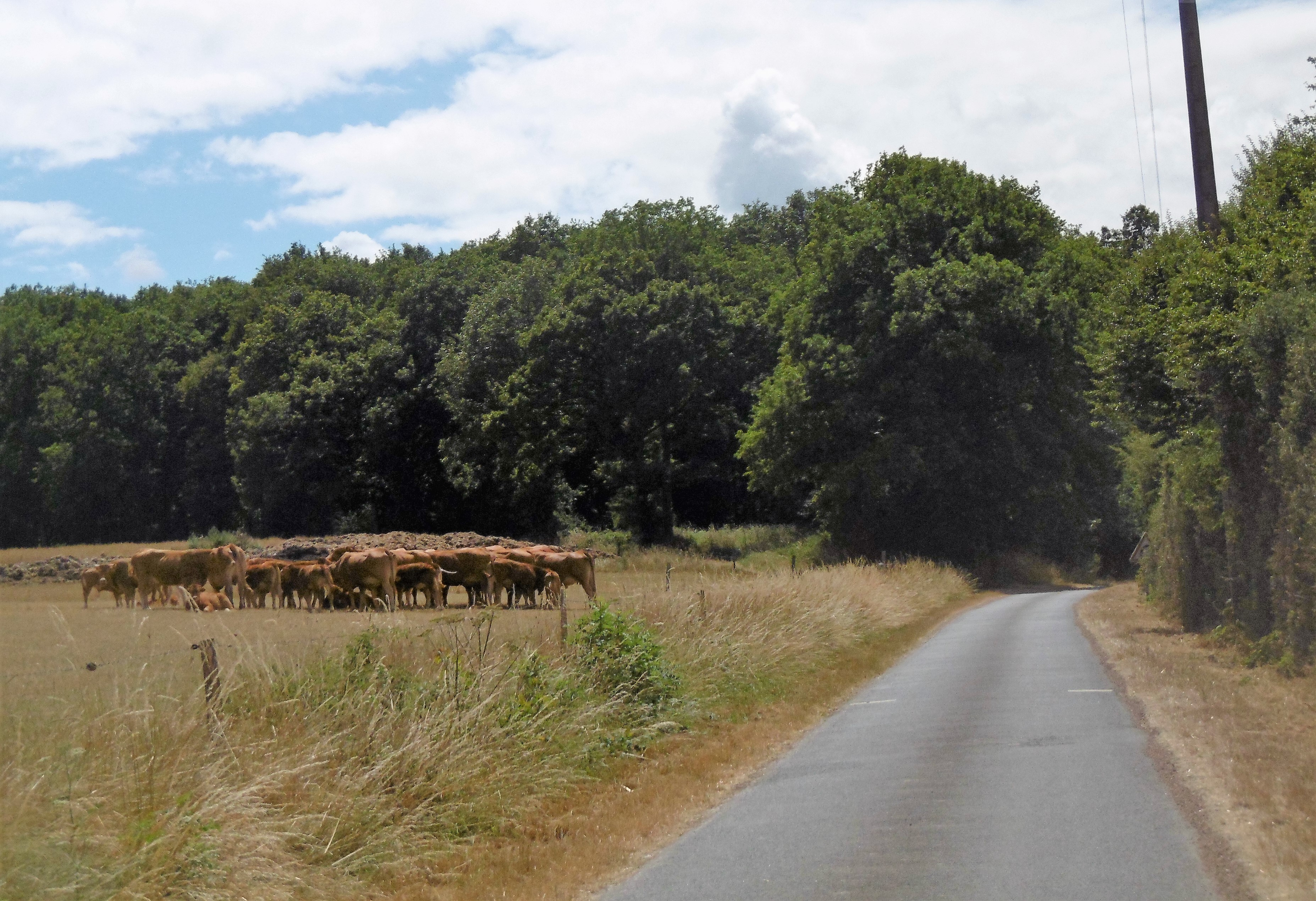
Sur la D 103 entre l'église et la mairie.
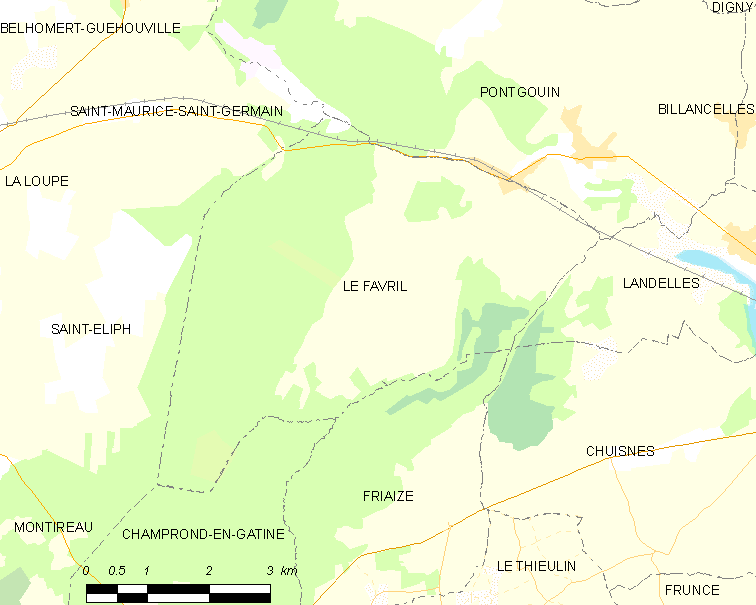
Carte de la commune du Favril.

### Communes limitrophes
| Saint-Maurice-Saint-Germain | Pontgouin |           |
| Saint-Éliph                 | du Favril | Landelles |
| Champrond-en-Gâtine         | Friaize   | Chuisnes  |

### Climat
Pour des articles plus généraux, voir Climat du Centre-Val de Loire et Climat d'Eure-et-Loir.
En 2010, le climat de la commune est de type climat océanique dégradé des plaines du Centre et du Nord, selon une étude du CNRS s'appuyant sur une série de données couvrant la période 1971-2000. En 2020, Météo-France publie une typologie des climats de la France métropolitaine dans laquelle la commune est exposée à un climat océanique altéré et est dans une zone de transition entre les régions climatiques « Sud-ouest du bassin Parisien » et « Normandie (Cotentin, Orne) ». 
Pour la période 1971-2000, la température annuelle moyenne est de 10,2 °C, avec une amplitude thermique annuelle de 14,6 °C. Le cumul annuel moyen de précipitations est de 707 mm, avec 11,7 jours de précipitations en janvier et 7,9 jours en juillet. Pour la période 1991-2020, la température moyenne annuelle observée sur la station météorologique de Météo-France la plus proche, sur la commune de La Loupe à 8 km à vol d'oiseau, est de 11,0 °C et le cumul annuel moyen de précipitations est de 718,0 mm,. Pour l'avenir, les paramètres climatiques de la commune estimés pour 2050 selon différents scénarios d'émission de gaz à effet de serre sont consultables sur un site dédié publié par Météo-France en novembre 2022.

## Urbanisme

### Typologie
Au 1er janvier 2024, Le Favril est catégorisée commune rurale à habitat très dispersé, selon la nouvelle grille communale de densité à 7 niveaux définie par l'Insee en 2022.
Elle est située hors unité urbaine. Par ailleurs la commune fait partie de l'aire d'attraction de Chartres, dont elle est une commune de la couronne,. Cette aire, qui regroupe 117 communes, est catégorisée dans les aires de 50 000 à moins de 200 000 habitants,.

### Occupation des sols
L'occupation des sols de la commune, telle qu'elle ressort de la base de données européenne d’occupation biophysique des sols Corine Land Cover (CLC), est marquée par l'importance des forêts et milieux semi-naturels (57,3 % en 2018), une proportion identique à celle de 1990 (57,3 %). La répartition détaillée en 2018 est la suivante : 
forêts (54,8 %), terres arables (42 %), milieux à végétation arbustive et/ou herbacée (2,5 %), zones urbanisées (0,4 %), prairies (0,4 %). L'évolution de l’occupation des sols de la commune et de ses infrastructures peut être observée sur les différentes représentations cartographiques du territoire : la carte de Cassini (XVIIIe siècle), la carte d'état-major (1820-1866) et les cartes ou photos aériennes de l'IGN pour la période actuelle (1950 à aujourd'hui).

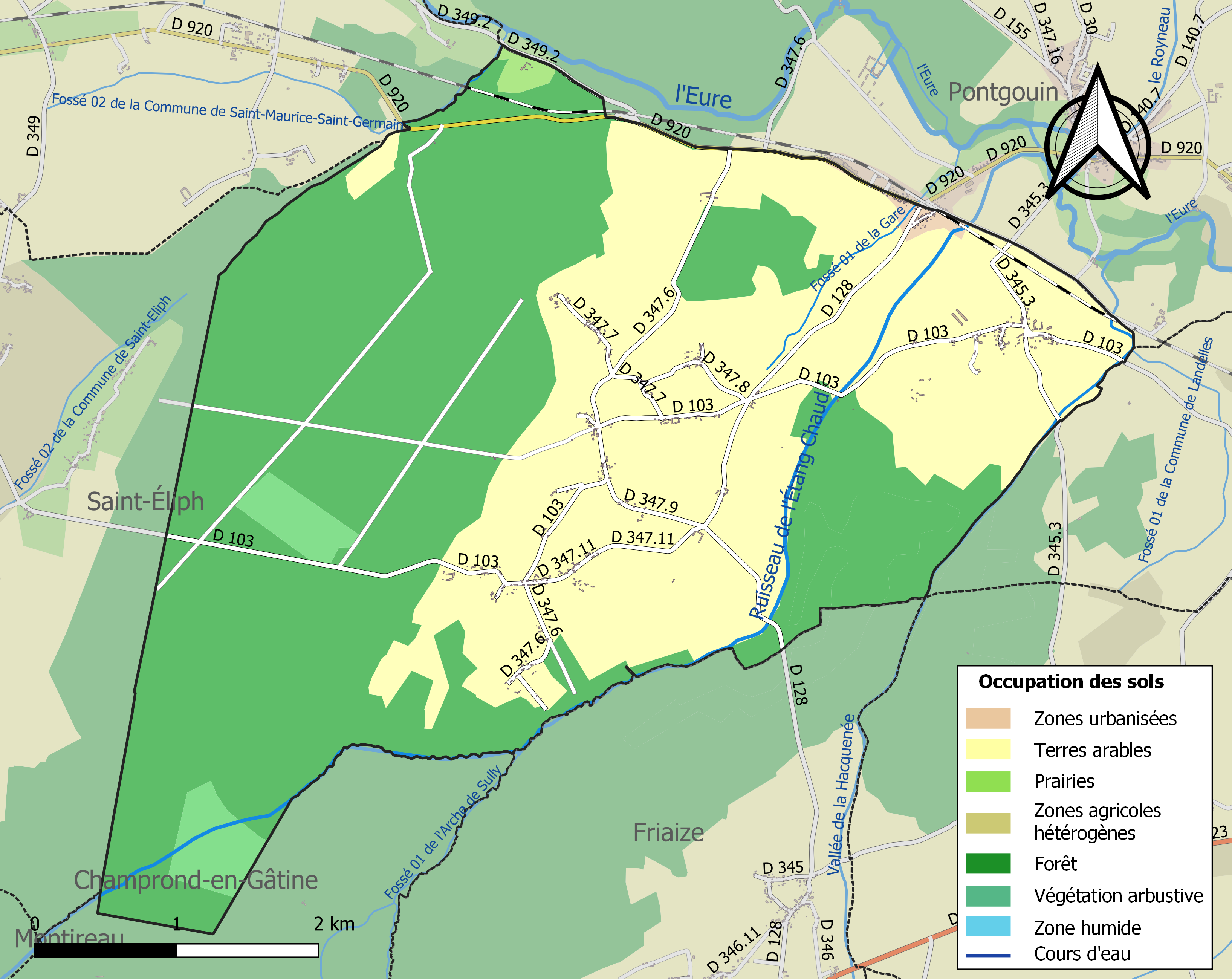
Carte des infrastructures et de l'occupation des sols de la commune en 2018 (CLC).

### Risques majeurs
Le territoire de la commune duFavril est vulnérable à différents aléas naturels : météorologiques (tempête, orage, neige, grand froid, canicule ou sécheresse), inondationset séisme (sismicité très faible). Il est également exposé à un risque technologique, le transport de matières dangereuses. Un site publié par le BRGM permet d'évaluer simplement et rapidement les risques d'un bien localisé soit par son adresse soit par le numéro de sa parcelle.

#### Risques naturels
Certaines parties du territoire communal sont susceptibles d’être affectées par le risque d’inondation par débordement de cours d'eau, notamment le ruisseau de l'Étang Chaud. La commune a été reconnue en état de catastrophe naturelle au titre des dommages causés par les inondations et coulées de boue survenues en 1999,.

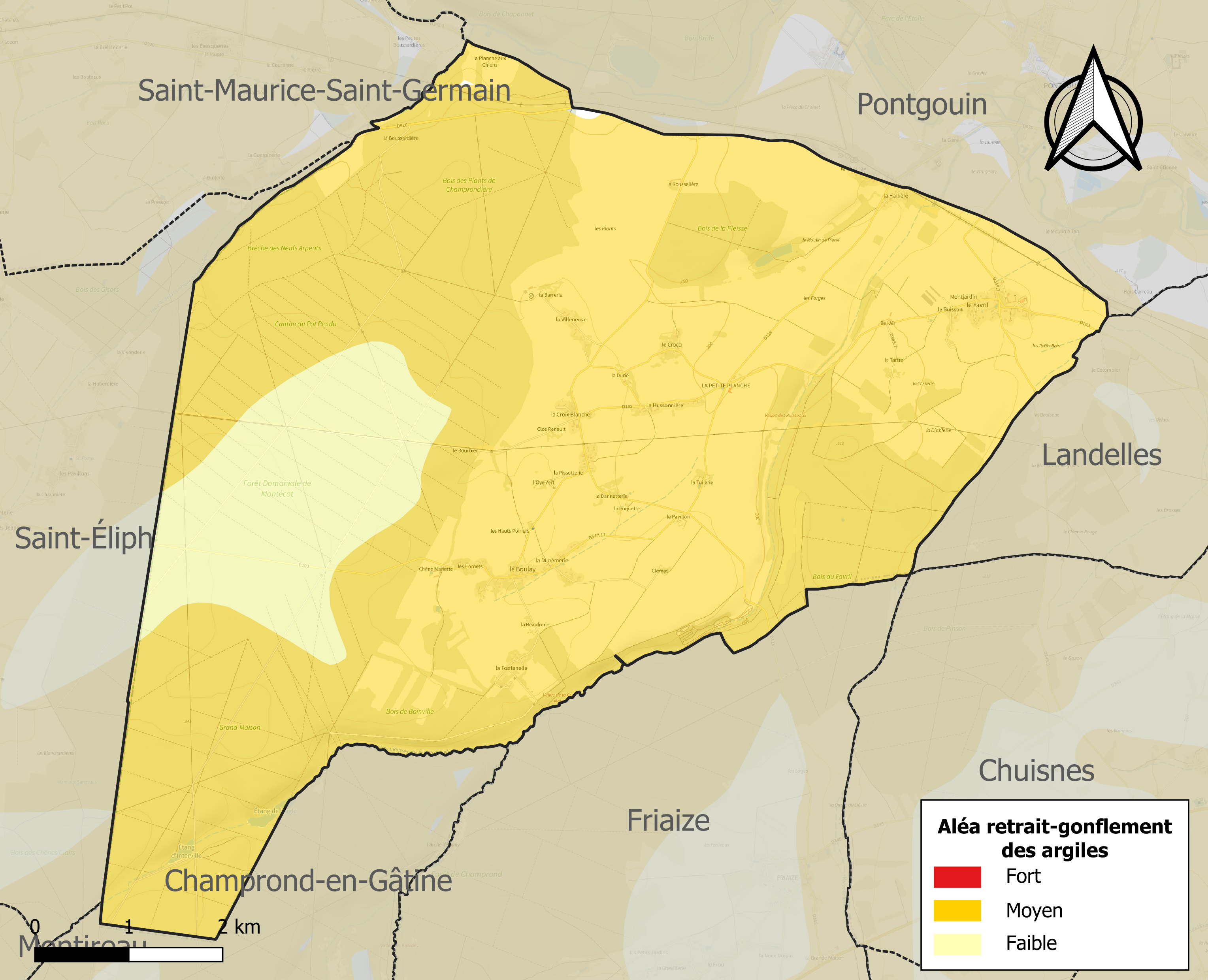
Carte des zones d'aléa retrait-gonflement des sols argileux duFavril.

Le retrait-gonflement des sols argileux est susceptible d'engendrer des dommages importants aux bâtiments en cas d’alternance de périodes de sécheresse et de pluie. 88,6 % de la superficie communale est en aléa moyen ou fort (52,8 % au niveau départemental et 48,5 % au niveau national). Sur les 211 bâtiments dénombrés sur la commune en 2019, 211 sont en aléa moyen ou fort, soit 100 %, à comparer aux 70 % au niveau départemental et 54 % au niveau national. Une cartographie de l'exposition du territoire national au retrait gonflement des sols argileux est disponible sur le site du BRGM,.
Concernant les mouvements de terrains, la commune a été reconnue en état de catastrophe naturelle au titre des dommages causés par des mouvements de terrain en 1999.

#### Risques technologiques
Le risque de transport de matières dangereuses sur la commune est lié à sa traversée par des infrastructures routières ou ferroviaires importantes ou la présence d'une canalisation de transport d'hydrocarbures. Un accident se produisant sur de telles infrastructures est en effet susceptible d’avoir des effets graves au bâti ou aux personnes jusqu’à 350 m, selon la nature du matériau transporté. Des dispositions d’urbanisme peuvent être préconisées en conséquence.

## Toponymie
Le nom de la localité est attesté sous la forme Faverillum en 1117.
Sens probable : « champ de fèves » ou du mot latin fabrilia, le diminutif de Făbrĭca, « atelier d'artisan », à l'origine de notre « fabrique », a principalement désigné la forge.

## Histoire

### Époque contemporaine

#### XIXesiècle
Le 14 novembre de l’an 1841, en son château des Vaux, Étienne Jean François d'Aligre, marquis d’Aligre, président du collège électoral d’Eure-et-Loir en 1814, pair de France en 1815, léguait une somme de 900 000 francs à partager entre neuf communes, dont la commune du Favril, à charge pour celle-ci, de fonder un hôpital qui porterait le nom de son fondateur gravé sur deux pierres placées, l’une à l’intérieur, et l’autre à l’extérieur de l’édifice.
Par des codicilles olographes datés des 18 juillet 1842 et 14 août 1843, le marquis d’Aligre confirmait son don et complétait ses volontés : « chaque commune aura en outre les baliveaux arbres et meubles existants sur les territoires ci-dessus » et « je lègue à la commune du Favril 100 000 francs et tous les baliveaux du Parc de la Rivière ».
Le 11 mai 1847, le marquis d’Aligre, généreux donateur, décédait à Paris en son hôtel de la rue d’Anjou-Saint-Honoré.
Naquit alors entre les héritiers du marquis d’Aligre et la commune du Favril un désaccord sur le sens de « l’étendue du legs des baliveaux », legs qui se révélait beaucoup plus important et complexe qu’il n’y paraissait.
En 1848, nanti de l’autorisation du président de la République, Jean-François Marchand, maire du Favril, entamait une procédure qui devait perdurer jusqu’en 1867.
Durant ces vingt années émaillées de jugements en appel, d’appels contradictoires en conciliations, les différents maires de la commune défendirent avec acharnement les intérêts du bureau de bienfaisance et assurèrent une gestion avisée et intelligente de bon père de famille.
En novembre 1858, après avoir sollicité l’accord de monsieur le préfet, monsieur Lavie, maire du Favril, résidant ferme de La Rousselière, procéda au placement des fonds légués par le marquis d’Aligre, et acheta pour le compte du bureau de bienfaisance, une grange située à Pontgouin, rue de la Brasserie, et un lot de terres labourables situées à Pontgouin d’une part (24 ha et 45 a) et à Digny d’autre part (24 ha et 94 a), terres dont le centre communal d'action sociale du Favril, est, aujourd’hui encore, propriétaire.
Le 11 avril 1867, monsieur de Pomereu, époux de la petite-fille du marquis Étienne d’Aligre et exécuteur testamentaire, fit don à la commune du Favril d’une parcelle de terre lui appartenant, ce qui permit ainsi de réaliser le vœu de son grand-père : la construction d’un hospice auquel on adjoignit une école de filles. Le 7 juin 1867, en présence de Monsieur de Pomereu d’Aligre (du château de Baronville en Eure-et-Loir) et Monsieur Gateau, maire du Favril, la première pierre de l’asile d’Aligre fut posée…

## Politique et administration

### Liste des maires

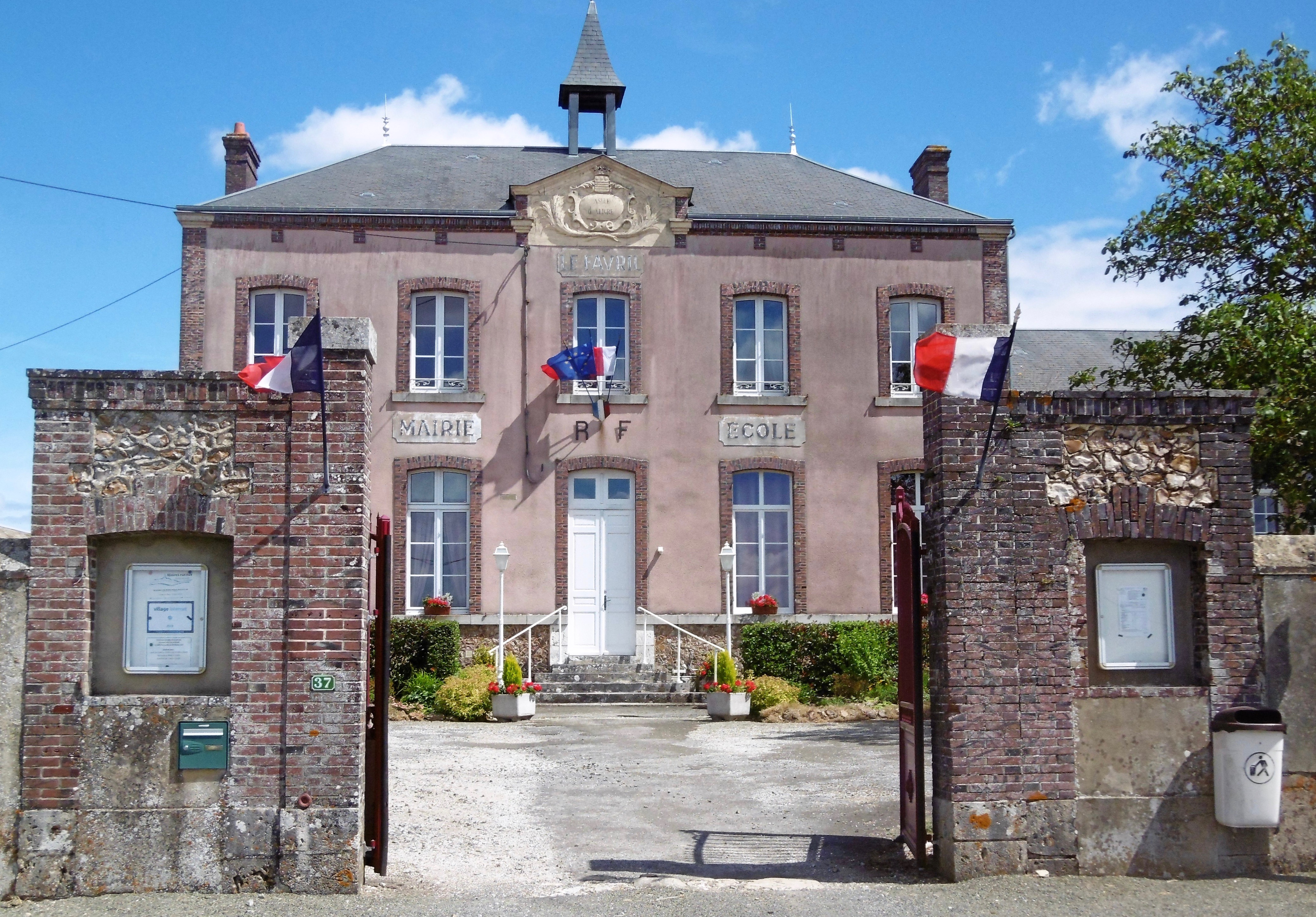
La mairie (ancien asile d'Aligre).

| Période                                  | Période  | Identité        | Étiquette | Qualité |
| ---------------------------------------- | -------- | --------------- | --------- | --- |
| 1919                                     | 1927     | Victor Leroy    |           | |
| 19xx                                     | 1938     | Auguste Petiot  |           | |
| 1938                                     | 1945     | Henri Briand    |           | |
| 1945                                     | 1953     | Marcel Abraham  |           | |
| 1953                                     | 1959     | Alicia Leroy    |           | |
| 1959                                     | 1983     | André Rousseau  | SE        | |
| 1983                                     | 2001     | Suzanne Legros  | SE        | |
| 2001                                     | 2005     | Danielle Bougas | SE        | |
| 2005                                     | 2008     | Gilbert Riant   | SE        | |
| 2008                                     | En cours | John Billard    | SE        | Cadre dans un groupe d'assurances Président de l'Association des maires ruraux d'Eure-et-Loir (AMR28) Vice-président de l’Association des maires ruraux de France (AMRF) |
| Les données manquantes sont à compléter. |          |                 |           | |

## Population et société

### Démographie
L'évolution du nombre d'habitants est connue à travers les recensements de la population effectués dans la commune depuis 1793. Pour les communes de moins de 10 000 habitants, une enquête de recensement portant sur toute la population est réalisée tous les cinq ans, les populations de référence des années intermédiaires étant quant à elles estimées par interpolation ou extrapolation. Pour la commune, le premier recensement exhaustif entrant dans le cadre du nouveau dispositif a été réalisé en 2008.

En 2022, la commune comptait 365 habitants, en évolution de +1,96 % par rapport à 2016 (Eure-et-Loir : −0,23 %, France hors Mayotte : +2,11 %).
| 1793 | 1800 | 1806 | 1821 | 1831 | 1836 | 1841 | 1846 | 1851 |
| ---- | ---- | ---- | ---- | ---- | ---- | ---- | ---- | ---- |
| 823  | 867  | 837  | 867  | 838  | 835  | 739  | 767  | 788  |

| 1856 | 1861 | 1866 | 1872 | 1876 | 1881 | 1886 | 1891 | 1896 |
| ---- | ---- | ---- | ---- | ---- | ---- | ---- | ---- | ---- |
| 698  | 711  | 679  | 648  | 643  | 622  | 572  | 582  | 580  |

| 1901 | 1906 | 1911 | 1921 | 1926 | 1931 | 1936 | 1946 | 1954 |
| ---- | ---- | ---- | ---- | ---- | ---- | ---- | ---- | ---- |
| 595  | 583  | 543  | 447  | 422  | 398  | 371  | 387  | 290  |

| 1962 | 1968 | 1975 | 1982 | 1990 | 1999 | 2006 | 2008 | 2013 |
| ---- | ---- | ---- | ---- | ---- | ---- | ---- | ---- | ---- |
| 329  | 277  | 268  | 266  | 300  | 280  | 314  | 324  | 345  |

| 2018 | 2022 | - | - | - | - | - | - | - |
| ---- | ---- | - | - | - | - | - | - | - |
| 369  | 365  | - | - | - | - | - | - | - |

## Économie

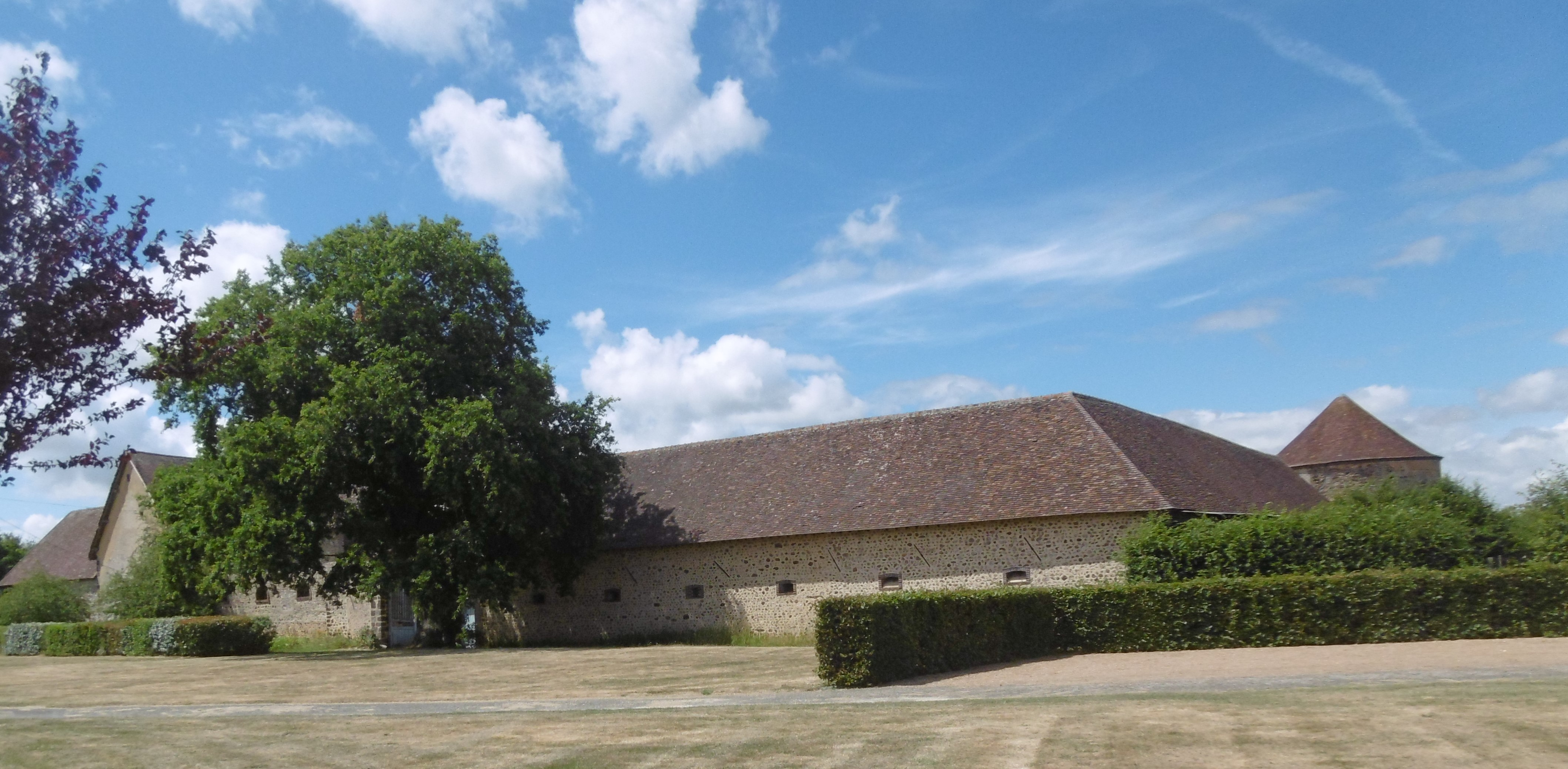
Ferme à côté de l'église.

- Agriculture ;
- Élevage.

## Culture locale et patrimoine

### Lieux et monuments

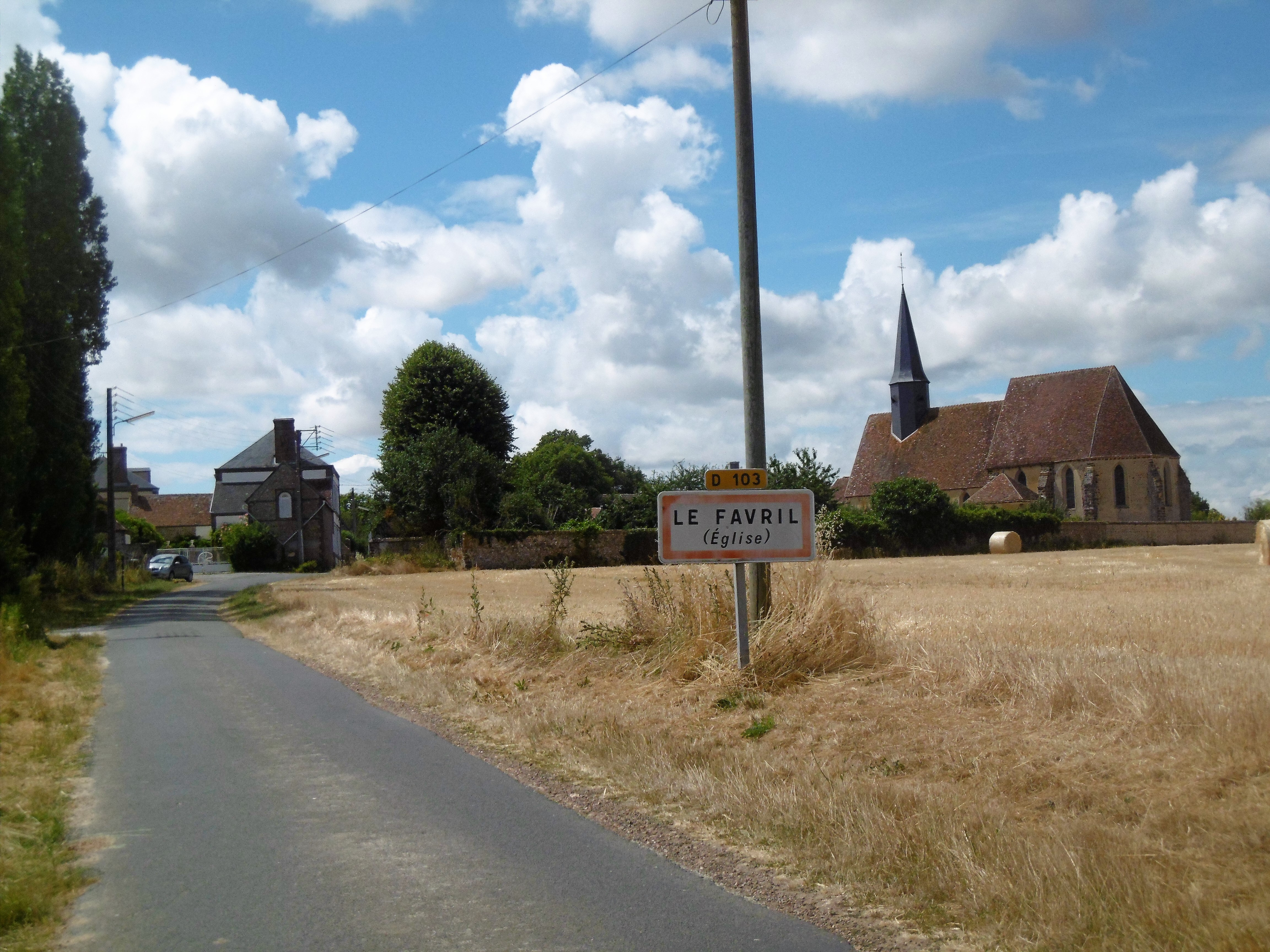
Le Favril (Église).

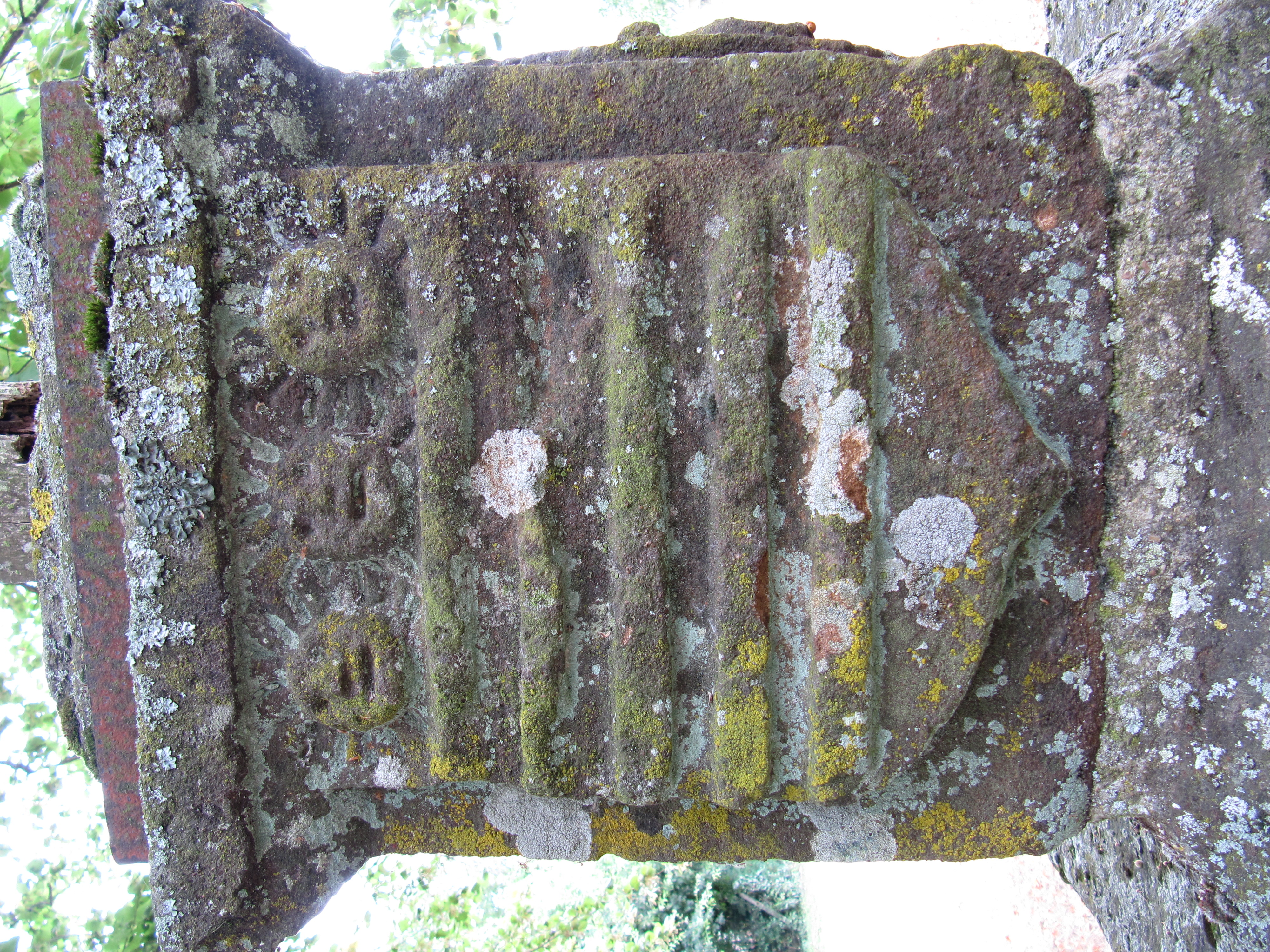
Blason des Aligre sur la face ouest du médaillon décorant la base de la croix située au bout de l’esplanade de l’église du Favril.

- Église Saint-Pierre, des XIIIe, XVIe et XVIIIe siècles.

- Manoir dit La Grand'maison, des XVIe et XVIIe siècles.

### Personnalités liées à la commune
- Étienne Ier d'Aligre (° 1560 - Chartres, † 11 décembre 1635 - Pontgouin).
- Étienne Jean François d'Aligre (° 20 février 1770 - Paris, † 11 mars 1847 - Paris).